# Campagna dei Balcani (1914-1918)
La campagna balcanica della prima guerra mondiale fu combattuta tra gli Imperi centrali (Regno di Bulgaria, Austria-Ungheria, Impero tedesco ed Impero ottomano) e gli Alleati (Regno di Serbia, Francia, Impero russo, Gran Bretagna, Regno del Montenegro, Regno di Grecia, Regno di Romania e Regno d'Italia) tra l'estate del 1914 e il 1918. Può essere considerata l'insieme di tutte le campagne che si svolsero nella penisola balcanica

## Campagna di Serbia
A fine luglio 1914 l'Austria-Ungheria invase con scarso successo il regno di Serbia ma nel corso dei mesi successivi la resistenza serba fu vinta grazie anche all'aiuto di truppe tedesche e bulgare. Le ultime operazioni terminarono nel novembre del 1915.

## Campagna di Romania
In seguito all'entrata in guerra della Romania a fianco delle potenze dell'Intesa il 18 agosto 1916 le forze rumene avanzarono nella Transilvania ungherese, venendo però entro breve arrestate dalle truppe austro-ungariche, le quali iniziarono una controffensiva. Contemporaneamente soldati bulgari, tedeschi e turchi penetrano nel territorio rumeno da sud. Le forze rumene, sostenute dall'esercito zarista, furono costrette a evacuare il sud e l'ovest del paese, per riorganizzarsi in Moldavia. In seguito l'esercito rumeno partecipò alla grande offensiva Kerenskij che risoltasi in un insuccesso indebolì ulteriormente il governo rumeno, il quale, mancato il sostegno russo con la rivoluzione d'ottobre, fu costretto ad arrendersi. La Romania firmò con le potenze centrali il trattato di Bucarest il 7 maggio 1918, per poi dichiarare nuovamente guerra a queste il 10 novembre, un giorno prima della fine della guerra.

## Campagna di Bulgaria
La promessa tedesca di ristabilire i confini della pace di Santo Stefano convinsero la Bulgaria a dichiarare guerra alla Serbia il 15 ottobre 1915. Regno Unito, Francia e Italia dichiararono in risposta guerra alla Bulgaria. Inizialmente la Bulgaria, con l'appoggio di Germania, Austria-Ungheria e dell'Impero Ottomano, conseguì alcune vittorie contro Serbia e Romania, occupando la maggior parte della Serbia meridionale, avanzando nella Macedonia greca, e strappando la Dobrugia ai romeni. Però nel settembre 1918 serbi, inglesi, francesi, italiani e greci spezzarono il fronte macedone e lo zar Ferdinando fu costretto a chiedere la pace.

## Fronte macedone
Cercando di portare aiuto alla Serbia truppe inglesi, francesi, russe e italiane (la cosiddetta "Armata alleata in Oriente") sbarcarono in Grecia, dove stabilirono una linea del fronte che andava dalla costa adriatica albanese fino al fiume Strimone. Il fronte macedone rimase abbastanza stabile, nonostante alcune azioni locali, fino alla grande offensiva dell'Intesa nel settembre del 1918, cui seguì la capitolazione della Bulgaria e la liberazione della Serbia.